# Club Libertad del Callao
El Club Libertad era un club de fútbol peruano, ubicado en la Provincia Constitucional del Callao, fundado en 1899. Fue el primer club fundado en el Callao.

## Historia
Inicialmente solía jugar encuentros con equipos provenientes de buques británicos. Luego comenzó a tener encuentros con clubes del primer puerto entre ellos con: 2 de Mayo, Club Independencia, Alfonso Ugarte, Morro de Arica, Atlético Grau N°1, Atlético Grau N°2, Club Unión Juvenil, English Comercial School, Club Ferrocarril Central, Club Albarracín, Atlético Chalaco, José Gálvez, Sportivo Colon, Leoncio Prado, Almirante Grau, Sport Bolognesi, Callao High School, Jorge Chávez No. 2 y National F.B.C..
Fue uno de los primeros club en establecer encuentros con equipos de Lima, como el Unión Cricket (fútbol) y el Club Juventud Perú de Chorrillos. Todos estos hechos sucedieron antes de la creación de la Liga Peruana de Fútbol en 1912.

## Jugadores
- Juan Wisslhoft
- Alejandro Calderón
- Nemesio Herrera
- Agustín Airaldi
- Germán Durán

## Uniforme
Evolución Indumentaria.
| Titular 1 | Titular 2 | Titular 3 | Titular 4 | Titular 5 | Titular 6 |

## Amistosos
- Partido amistoso de 1900 con 2 de Mayo.
- Partido amistoso de 1903 con Club Independencia.
- Partidos amistosos de 1908 con Unión Cricket.
- Partido amistoso de 1909 con Club Perú de Chorrillos.
- Partido amistoso de 1909 con National F.B.C. del Callao.

## Enlaces
- Tema: La formación de los clubes deportivos., Capítulo 2 de La difusión del fútbol en Lima, tesis de Gerardo Álvares Escalona, Biblioteca de la Universidad Nacional Mayor de San Marcos
- Tesis Difusión del Fútbol en Lima

- Datos: Q5774365